# Matías de Arrás

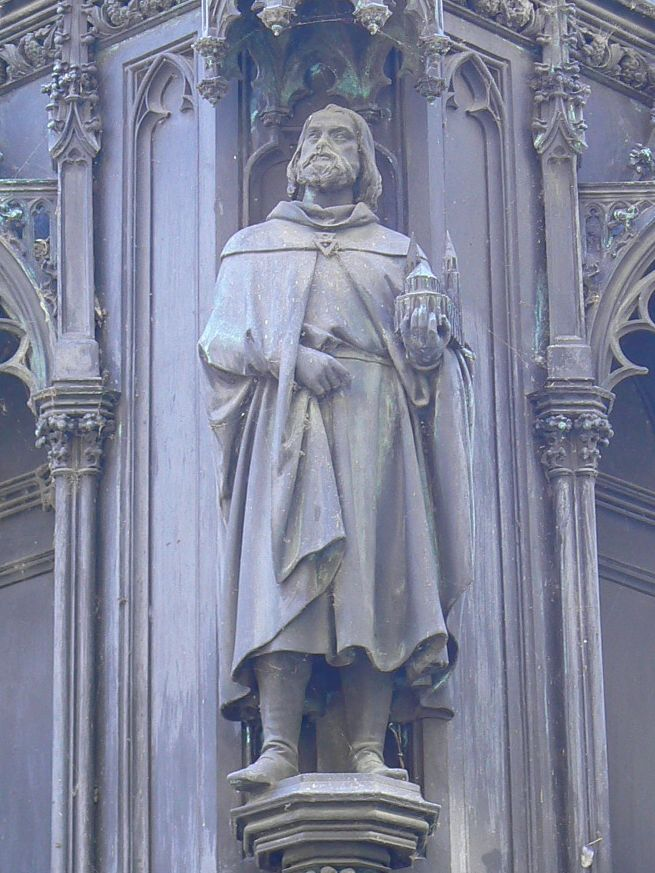
El emperador Carlos IV, estatua de Matías de Arrás

Matías de Arrás, nacido hacia 1290 en Arrás y fallecido en 1352 en Praga, fue un arquitecto, escultor y maestro de obras francés, conocido por ser el primer arquitecto de la Catedral de San Vito de Praga.

## Datos biográficos
De su vida anterior de su llegada a Praga, no sabemos mucho. Estuvo activo en la corte papal de Aviñón. Allí conoció al futuro emperador Carlos IV, emperador del Sacro Imperio Romano quien lo invitó a venir para construir una nueva catedral para el obispado de Praga, que había sido elevado a archidiócesis. La Catedral de San Vito se inició en 1341 en elestilo gótico francés del sur . El plan básico es similar al de la Catedral de Narbona (Catedral de San Justo y San Pastor) y la de la Catedral de Notre-Dame de Rodez (del francés: Cathédrale Notre-Dame de Rodez).
La primera piedra fue colocada en 1344 y durante los siguientes ocho años, hasta su muerte, le quedó tiempo para completar ocho arcos del coro, las capillas de los ambulatorios y de radiación.
El arquitecto estableció su taller, no lejos de su gran proyecto.
Después de su muerte en 1352, es el joven Peter Parler, quien en 1356, tomó el mando del taller y el lugar de Matías de Arras, llevando la obra con un estilo diferente.

## Obras
Entre las mejores y más conocidas obras de Matías de Arrás se incluyen las siguientes:
- Catedral de San Vito
- Puente Carlos
- Plan urbanístico del barrio nuevo de Praga (en checo:Nové Město (Praha))

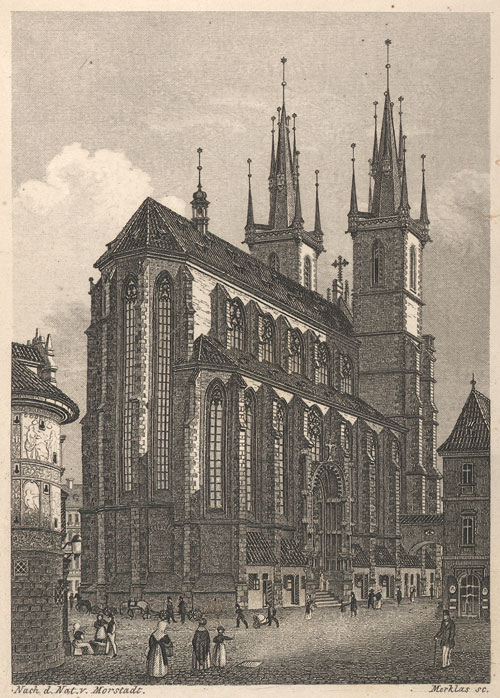
Iglesia de Nuestra Señora en frente del Týn
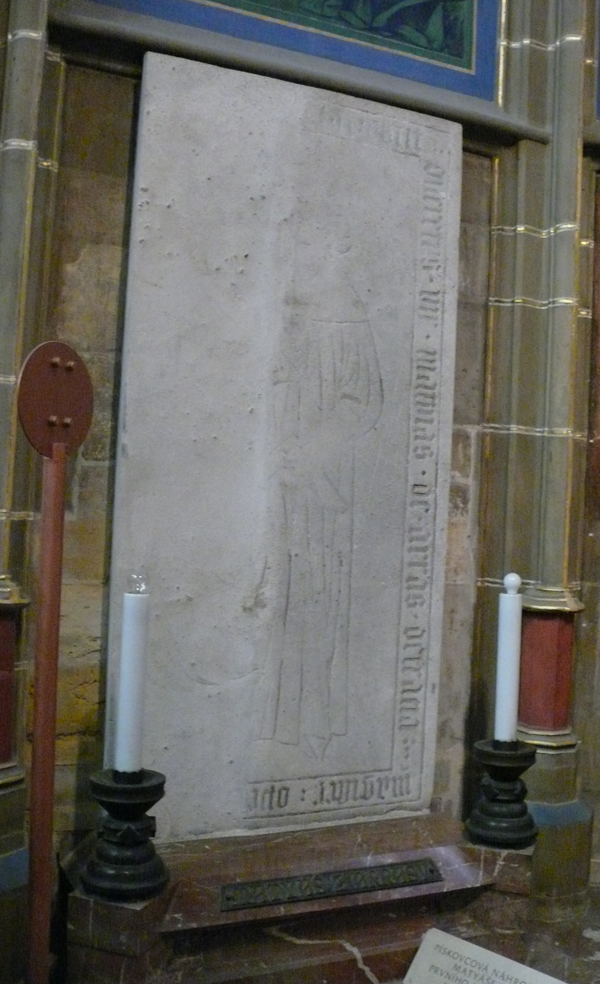
Lápida de piedra arenisca de Matías de Arrás, en la Catedral de San Vito
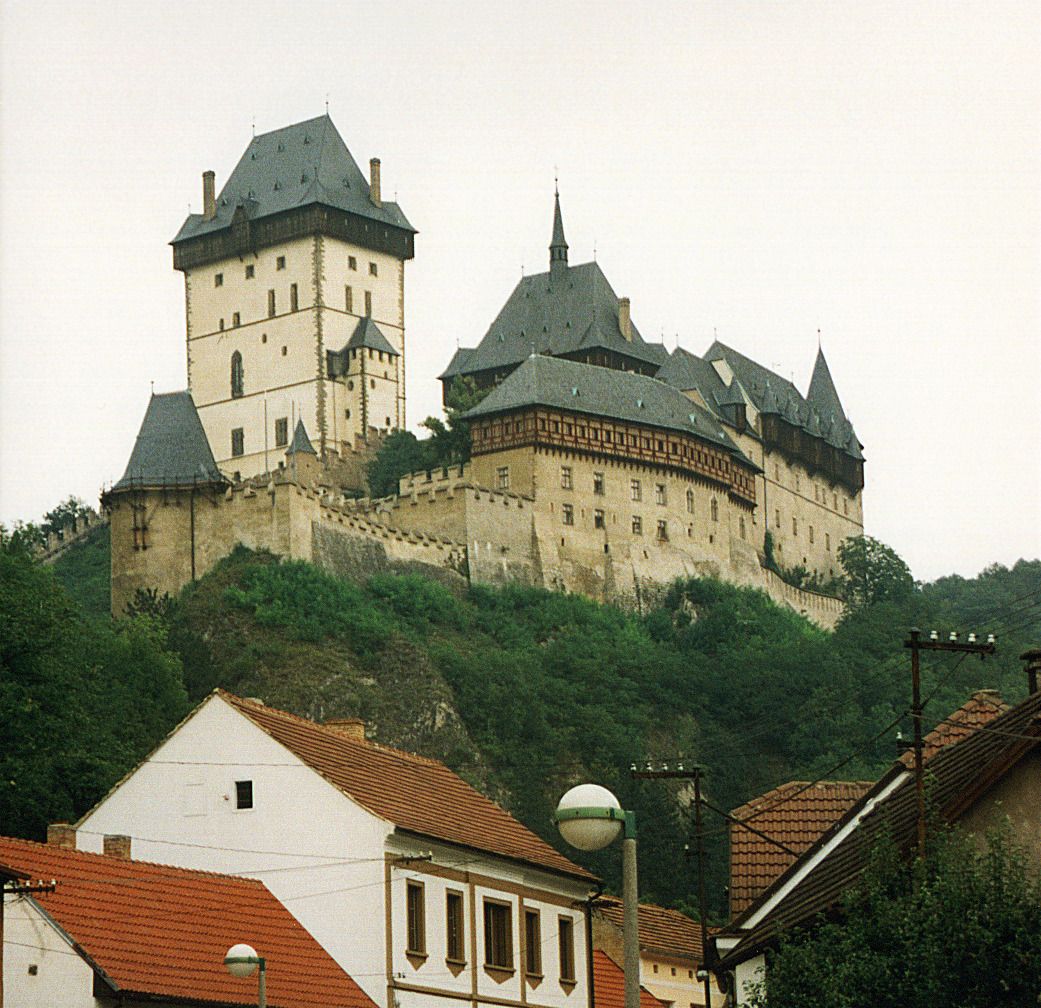
también se le atribuye el Castillo Karlštejn , (en checo: Karlštejn)

Catedral de San Vito
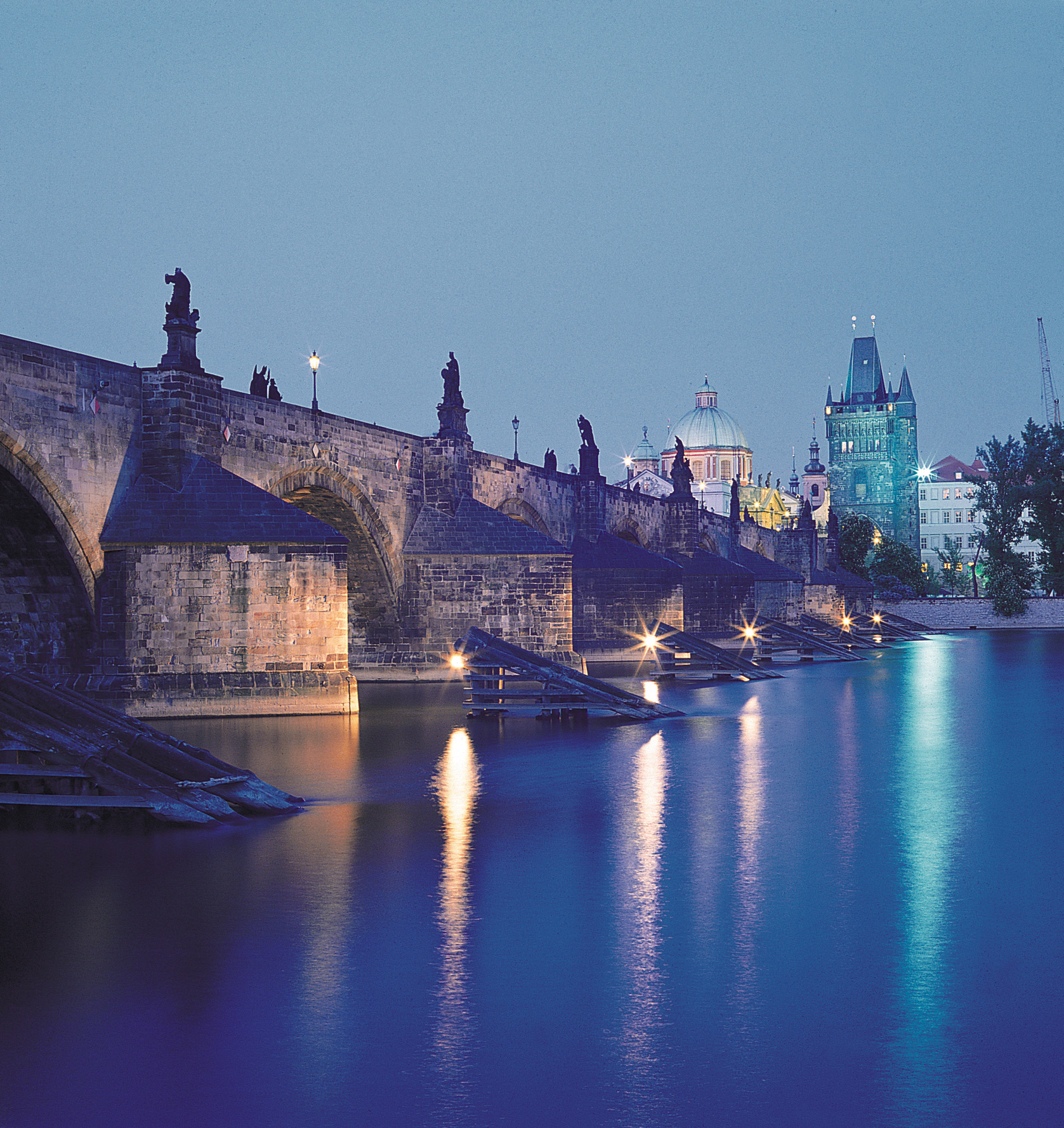
El Puente Carlos

- Iglesia de Nuestra Señora en frente del Týn
- Lápida de piedra arenisca de Matías de Arrás, en la Catedral de San Vito
- Castillo Karlštejn